# После войны — мир
После войны — мир — советский фильм 1988 года о послевоенных подростках и трудных отношениях между советскими людьми, пережившими Великую Отечественную войну.  Режиссёр Анатолий Никитин.
Фильм был отмечен призом на II Международном кинофоруме «Золотой Витязь», проводившемся в 1993 году.

## Сюжет
Фильм рассказывает о тяжёлой послевоенной жизни советских людей. В маленьком шахтёрском посёлке под Тулой преимущественно женщины и дети. Матери наравне с вернувшимися с войны мужчинами работают в шахте, а дети предоставлены самим себе и непосредственно зависят от бывшего уголовника, семнадцатилетнего бандита по прозвищу Зверь. Он всем недоволен, его все боятся и стараются с ним не связываться. Его арестуют только тогда, когда он совершит непростительную ошибку и от его руки погибнет милиционер...

## В ролях
- Александр Куличков — Борис
- Олег Моторин — Серый
- Алексей Серебряков — «Зверь»
- Татьяна Одемлюк — Анна, мать Бориса
- Юрий Назаров — Скрыпкин, участковый
- Виталий Базин — Бибика
- Николай Сектименко

## Съёмочная группа
- Автор сценария: Валерий Залотуха
- Режиссёр: Анатолий Никитин
- Оператор-постановщик: Алексей Чардынин
- Композитор: Шандор Каллош